# Fürstenwaldes domkyrka
Fürstenwaldes domkyrka, Sankta Mariadomen, tyska: Dom Sankt Marien zu Fürstenwalde, är en tidigare domkyrka, belägen i staden Fürstenwalde i östra Brandenburg i Tyskland. Den var under senmedeltiden fram till reformationen säte för Lebus katolska stift, ett av de tre biskopsdömena i det medeltida markgrevskapet Brandenburg, tillsammans med Brandenburgs domkyrka i Brandenburg an der Havel och Havelbergs domkyrka i Havelberg. I anslutning till domkyrkan ligger Fürstenwaldes biskopsslott, det tidigare residenset för biskoparna av Lebus.

## Historia
Mariakyrkan i Fürstenwalde blev 1373 säte för de katolska biskoparna av biskopsdömet Lebus, efter att katedralen i Lebus förstörts i striderna om markgrevskapet Brandenburg mellan huset Wittelsbach och huset Luxemburg. Kyrkan förstördes 1432, så att en ny domkyrka kom att uppföras från 1446. Den siste katolske biskopen av Lebus, Johan VIII Horneburg, avled 1555, och 1557 hölls den första lutherska gudstjänsten i domkyrkan, i närvaro av kurfurste Joakim II av Brandenburg och hans bror markgreven Johan av Brandenburg-Küstrin.
1771 genomfördes en radikal ombyggnad av kyrkan i barockstil. Mellan 1908 och 1910 genomfördes en renovering i nygotisk stil, då många av de barocka ombyggnaderna åter avlägsnades.
Mellan 16 och 23 april 1945 förstördes domkyrkan i striderna om Fürstenwalde under slutskedet av andra världskriget. Taket, innervalven och stora delar av inredningen förstördes. Under 1970-talet återuppbyggdes kyrkans exteriör. Delar av den ursprungliga inredningen återställdes under 1990-talet. 
Medan koret och den östra delen av kyrkan åter inretts som gudstjänstlokal, inrymmer den västra delen av långhuset ett församlingscentrum.

## Bibliotek
Domkyrkan har ett bibliotek, grundat av biskop Dietrich von Bülow på 1400-talet. De historiska samlingarna skadades under andra världskriget men finns delvis bevarade. Biblioteket inrymmer även släkten von Massows samlingar.